# آلن اچ مک‌دانلد
آلن اچ مک‌دانلد (انگلیسی: Allan H. MacDonald؛ زاده ۱ دسامبر ۱۹۵۱) یک فیزیک‌دان اهل ایالات متحده آمریکا-کانادا است.